# Дель-Мар-Гайтс (Техас)
Дель-Мар-Гайтс (англ. Del Mar Heights) — переписна місцевість (CDP) в США, в окрузі Камерон штату Техас. Населення — 78 осіб (2020).

## Географія
Дель-Мар-Гайтс розташований за координатами 26°3′24″ пн. ш. 97°25′25″ зх. д. / 26.05667° пн. ш. 97.42361° зх. д. (26.056576, -97.423538).  За даними Бюро перепису населення США в 2010 році переписна місцевість мала площу 1,17 км², уся площа — суходіл.

## Демографія
Згідно з переписом 2010 року, у переписній місцевості мешкало 113 осіб у 33 домогосподарствах у складі 23 родин. Густота населення становила 96 осіб/км².  Було 35 помешкань (30/км²).
Расовий склад населення:
| - 79,6 % — білих - 4,4 % — чорних або афроамериканців - 15,9 % — осіб інших рас |

До двох чи більше рас належало 0,0 %. Частка іспаномовних становила 96,5 % від усіх жителів.
За віковим діапазоном населення розподілялося таким чином: 37,2 % — особи молодші 18 років, 52,2 % — особи у віці 18—64 років, 10,6 % — особи у віці 65 років та старші. Медіана віку мешканця становила 30,8 року. На 100 осіб жіночої статі у переписній місцевості припадало 71,2 чоловіків;  на 100 жінок у віці від 18 років та старших — 73,2 чоловіків також старших 18 років.
Середній дохід на одне домашнє господарство  становив 24 933 долари США (медіана — 30 515), а середній дохід на одну сім'ю — 24 646 доларів (медіана — 30 515). За межею бідності перебувало 35,7 % осіб, у тому числі 41,2 % дітей у віці до 18 років та 100,0 % осіб у віці 65 років та старших.
Цивільне працевлаштоване населення становило 93 особи. Основні галузі зайнятості: мистецтво, розваги та відпочинок — 63,4 %, сільське господарство, лісництво, риболовля — 36,6 %.